# هارولد الأول. تايلر
هارولد الأول. تايلر هو سياسي أمريكي، ولد في 11 أبريل 1901 في تشيتينانغو في الولايات المتحدة، وتوفي في 23 نوفمبر 1967. نشط حزبياً في الحزب الجمهوري. وقد انتخب عضو جمعية ولاية نيويورك ‏.